# Olle Dickson
Olof Elis „Olle“ Dickson (* 16. Januar 1901 in Göteborg; † 6. Juni 1995 in Stockholm) war ein schwedischer Schwimmer.

## Karriere
Dickson nahm 1920 an den Olympischen Spielen in Antwerpen teil. Im Wettbewerb über 200 m Brust konnte er sich als Erster seines Vorlaufs für das Halbfinale qualifizieren, dort schied er als Vierter aus. Über 400 m Brust qualifizierte er sich erneut als Sieger seines Vorlaufs und scheiterte anschließend im Halbfinale.